# Куркулак
Куркулак (укр. Куркулак) — река в Токмакском районе Запорожской области Украины, правый приток реки Чингул.

## Описание
Длина 28 км. Площадь водосборного бассейна 129 км². Уклон 3,0 м/км. Долина трапециевидная, шириной 2,5 км, глубиной до 50 м, её правые склоны выше левых, изрезаны оврагами и балками. Русло слабоизвивистое, шириной среднем 2 м, часто пересыхает (особенно в верховьях). Есть пруды.

## Населённые пункты
Берёт начало в балке у села Чистополье, протекает через сёла Покровское, Шевченково и впадает в реку Чингул (приток Молочной) у села Заможное.